# キャシー・アッカー
キャシー・アッカー (Kathy Acker、1947年4月18日 - 1997年11月30日) はアメリカの実験的小説家、パンク詩人、劇作家、エッセイスト、ポストモダニスト、セックス・ポジティヴ・フェミニズム作家である。アッカーはブラック・マウンテン派の詩人、ウィリアム・S・バロウズ、デイヴィッド・アンティン、フランス批評理論、哲学、ポルノグラフィーに強い影響を受けている。出生時の名前はカレン・リーマン (Karen Lehmann) であり、友人や家族からキャシーと呼ばれていたことと、最初に結婚した夫の名前が Robert Acker であったことから、キャシー・アッカーとして知られる。

## 略歴

### 幼少期
キャシー・アッカーは、4月18日ニューヨーク市で、裕福なユダヤ人のドナルド・リーマンとクレア・リーマン (旧姓ワイル Weill) 夫妻の下に生まれた。アッカーの生年には諸説あり、議会図書館の著作リストでは1948年となっているが、資料によっては1947年、死亡記事は多くが1944年生としている。アッカーの妊娠は計画的なものではなく、父ドナルドはアッカーの誕生前に一家を捨てている。母クレアはアッカーに対して支配的であったが、アッカーは自分が望まれてできた子でなく愛されていないと感じており、成人後も続いた母娘の関係は敵意と苦悩に満ちていた。母はすぐに再婚したが、この再婚はアッカーがのちに描写するところでは無能な男とのまったく情熱のない結婚であった。アッカーはこの母と継父の下で、NY市の高級住宅地アッパー・イースト・サイドに居を構えるアッパー・ミドル・クラスのユダヤ人家庭に育った。
この裕福かつ抑圧的な環境で、アッカーは子供の時からお嬢様らしい振る舞いをすること、お嬢様らしい持ち物を持つことを期待されていたが、実際にはアッカーは海賊に魅かれており、この性向は晩年まで続いた。アッカーは大きくなったら海賊になりたいと思っていたが、男でなければ海賊にはなれないとも思っており、早い時期からジェンダーによる壁を経験していた。しかし、アッカーは海賊についての本を読むことが家から逃れることであると気づき、本の世界に向かっていった。アッカーは読むことと書くことを身体的快楽と結びつけるようになり、生涯を通じての貪欲な読書家となった。

### 小説家
アッカーはブランダイス大学で古典を学び (同時期の同大学で、アフリカ系の政治運動家アンジェラ・デイヴィスが学んでいる)、小説を書くことを熱望するようになったが、サン・ディエゴに移り学業を続けている。印刷物になったアッカーの最初の作品が、1970年代中盤に生まれはじめたNYアンダーグラウンド文学の一側面を伝えるものとして残っている。アッカーによると彼女の初期作品はストリッパーとして働いていた数か月の体験に深く影響されているという。アッカーはしばらく既存の文学からは辺境の位置にありつづけ、1980年代半ばまで小部数しか刊行されなかったため、文学的テロリストの異名をとっていた。
1983年、モロトフという名のウィーンの奇抜な (fancy) 画廊のカタログにアッカーの文章が掲載される。このカタログは写真家マーカス・リザーデイルの写真に奉げられたもので、同画廊の設立者クリスティアン・ミヒェリデスによる一文も載っている。1984年には、アッカー初の英国での出版となる、小説『血みどろ臓物ハイスクール』が刊行される。これ以後アッカーは相当量の小説を上梓することになるが、その多くは今でも Grove Press 社から版を重ねている。アッカーは雑誌やアンソロジーに少なくない作品を書いており、RE/Search誌、Angel Exhaust誌、monochrom誌、Rapid Eye誌には著名作を寄稿している。晩年にかけては、伝統ある新聞に取りあげられるようになっており、評価を確立したと言える。ガーディアン紙は幾度かアッカーの記事を組み、その中には死の数か月前に受けたスパイス・ガールズへのインタヴューも含まれている。
アッカーに影響を与えたものには、アメリカの詩人・作家 (ジャクソン・マック・ローやチャールズ・オルソンをはじめとするブラック・マウンテン派)、バロウズ、フルクサス運動、および文学理論 (特にフランスのフェミニズム文学理論とドゥルーズによるもの) がある。アッカーは自らの作品で、借用 (パロディ、本歌取り)・カットアップ (切り貼り)・ポルノグラフィー・自伝的小説・自分を投影した作中人物・個人的エッセイを組み合わせ、あらまほしきフィクションの在りようを掻きまわしている。アッカーは、男性による作劇上あるいは文学史上で女性の描かれ方が不安定である、ということに焦点を当てた物語を実際に書くことがどのような意味を持つかを知っており、1984年の『ドン・キホーテ』で、ドン・キホーテと自らをモデルにしたキャラクターをパラレルに扱い、代名詞を実験的に用い、因習的文法を転倒させている。
1990年の In Memoriam to Identity では、ランボーの生涯とフォークナーの『響きと怒り』の一般的な解釈を俎上に載せ、彼らの実際の社会的・文学的アイデンティティを組み立て、あるいは暴き出している。アッカーは文学の世界ではまったく新しいフェミニズム散文詩の形式を作りだしたこととトランスグレッシヴ・フィクションで知られていたが、パンクとフェミニズムの世界でも、カウンターカルチャー (ないし広義のサブカルチャー)・女の意志・暴力に対するアッカーのひたむきさが、アイコンとして捉えられていた。

### 病と死
1996年4月、アッカーは乳癌を宣告され両乳房の切断手術を行った。1997年1月、ガーディアン紙に寄せた「病の贈り物」という記事で通常の医療への信仰を失ったことを述べている。記事でアッカーは、手術が不首尾に終わったあと、身体的喪失感と感情的衰弱が残ったこと、医療の世界で一般的な患者という受動的存在に甘んじることをやめ、栄養士・鍼医・心霊療法家・漢方医の助言を求め始めたことを記している。アッカーは西洋医学でそうであるように知識の対象物となるより、患者が叡智の探求者となること、病との相互参照的関係を通時的に構築し続けていくこと、病を師とし患者を学び手とすることを是とするようになった。手術の1年半後となる1997年11月、アッカーは英国と米国でいくつかの代替医療を試したのち乳癌の合併症により死去した。場所はメキシコ、ティフアナの代替医療の診療所である。アッカーが最期を迎えたのは診療所の101号室だったが、そのことについて友人のアラン・ムーアは、「女にとって文学的参考にならないことは何もない」と述べている (オーウェル『1984年』のクライマックスで主人公が拷問を受けるのが「愛情省」の101号室であり、主人公の男が自分が助かるために恋人を身代わりにしようとすることを踏まえたもの)。

## 作品について
アッカーはニューヨーク市に育ったため、70年代から80年代にかけてマンハッタン周辺のカルチャーに大きな影響を与えたパンク・ムーヴメントにも親しくコミットすることになったが、成人後は一転して各地を経巡ることになる。1968年にカリフォルニア大学サン・ディエゴ校で学士号を取得すると、詩人デイヴィッド・アンティン、ジェローム・ロゼンバーグとともに創作活動を始めている。アッカーはニューヨーク市立大学大学院で2年間古代ギリシアを中心とする古典を学んでいるが、修了はしていない。このニューヨーク時代に事務員、秘書、ストリッパー、ポルノ・パフォーマーを経験している。70年代のアッカーはサン・ディエゴ、サン・フランシスコ、ニューヨークを頻繁に行き来していた。
アッカーは2度結婚しており、また性的関係を持った相手の多くが男性であったが、少なくとも成人後についてはバイセクシャルであると公言していた。1979年に短編小説 New York City in 1979 が小部数作品を対象とするプッシュカート賞を受賞。80年代前半のロンドン在住時には、アッカーの作品のうちで批評上もっとも評価の高い作品を複数書きあげている。80年代後半に米国に戻りサンフランシスコ芸術大学の特任教授を6年間務めたほか、アイダホ大学、カリフォルニア大学サン・ディエゴ校、カリフォルニア大学サンタ・バーバラ校、カリフォルニア芸術大学、ロアノーク大学など複数の大学で客員教授をこなしていた。

### 総論
アッカーの作品全体を貫く挑戦的な在り方は、バロウズとデュラスの実験的スタイルに強い影響を受けている。アッカーはしばしば、パスティーシュ (作風の模倣) やバロウズのしたようなカットアップ技法 (文章をいくつかの断片に分解し、ある程度ランダム性をもたせて並べなおす手法) を徹底して用いた。アッカーは自らをポスト・ヌーヴォー・ロマンの流れに位置付けている。アッカー作品では、自伝的要素・権力・性・暴力が結び合わさっており、事実、アッカーの作品をロブ＝グリエやジャン・ジュネと比較する批評は少なくない。また、ガートルード・スタインや写真家のシンディ・シャーマン、シェリー・レヴィーンとの関連も指摘されている。アッカーの小説では刺青への傾倒と感謝も示されており、『アホダラ帝国』は自身の刺青師に献じられている。
アッカーは基本的には社会的評価の高い小説家とみなされているが、『血みどろ臓物ハイスクール』、Great Expectations、『ドン・キホーテ』など広く知られた代表作も毀誉褒貶は激しい。ディケンズ、プルースト、マルキ・ド・サドなど様々な作家の文章を自在に取り込むアッカーの熟達した手腕は広く認められている。アッカーはカットアップ技法を極限まで活用し、しばしば皮肉を込めて「剽窃」した文章を新たな文脈に移しかえることで、社会的排除と性役割の問題に焦点を当てている。
フェミニズム批評のアッカーに対する評価は賛否が極端に分かれている。ミソジニー的資本主義社会が性的支配を抑圧の根本的形態として用いていることを暴露している点で賞賛される一方、アッカーの頻繁に用いる極めて激しい暴力的・性的イメージはすぐに真正さを失い、女性を貶める対象化につながるという批判がある。こうした批判は繰り返しアッカーに対して向けられたが、言語の男根・論理中心主義的権力構造に挑むためには、文学は文法と形式にのみ関わっていてはならず、社会の様々なタブーによって辺境に追いやられている声なき主題に語らしめなければならないとして、アッカーが創作の方向性を変えることはなかった。この信念はアッカーが、中絶・レイプ・近親相姦・テロリズム・ポルノグラフィー・映像における暴力・フェミニズムという主題を扱っていることに体現されている。

### 各論
アッカーが1972年に最初の著作 Politics を上梓したとき、詩とエッセイからなるこの本は批評家からも一般からもあまり注目されなかったが、ニューヨークのパンク・シーンでは名声を高めた。1973年、Black Tarantula の筆名で最初の小説 The Childlike Life of the Black Tarantula: Some Lives of Murderesses を、翌74年に小説第2作 I Dreamt I Was a Nymphomaniac: Imagining を出版する。
1979年に短編小説 New York City in 1979 がプッシュカート賞を受賞し、ようやく一般に知られるようになったが、1982年の Great Expectations まで批評家の関心を惹くことはなかった。Great Expectations は、書き出しがディケンズの同名小説 (『大いなる遺産』) の明白なリライトであるほか、母親の自殺に触れた半自伝的要素や、複数の作家からの借用 (ギュヨタからのどぎつい暴力・性的描写など) といったアッカー作に一般的な特徴を備えている。また、この年には Hello, I’m Erica Jong と題したチャップ・ブックも出版している。
1983年に公開された映画 Variety (監督ベット・ゴードン、出演ナン・ゴールディン、ウィル・パットン、ルイス・ガスマンほか) では、アッカーは脚本を担当している。
アッカーは Great Expectations 以後ひろく認知されるようになったが、一般的には1984年の『血みどろ臓物ハイスクール』が出世作であるとされることが多い。本作はアッカー作品のうちでもとくに暴力と性的描写の度合いが突出している。『ハイスクール』は、ホーソーン『緋文字』などから借用しつつ、セックス中毒かつ骨盤腹膜炎病みで父親に惚れている都会っ子の主人公ジェイニー・スミスが、のちに父親に奴隷として売られるまでを描く。本作は多くの批評家から女性に対して侮蔑的であるとして批判されたほか、ドイツでは発禁処分を受けた。Hannibal Lecter, My Father でアッカーは『ハイスクール』に対するドイツ法廷の判決について述べている。
1984年 My Death My Life by Pier Paolo Pasolini、1985年 Algeria: A Series of Invocations because Nothing Else Works を出版。1986年、もっとも評価の高い作品のひとつ『ドン・キホーテ』が出版される。本作はアッカーの解釈によるセルバンテスの『ドン・キホーテ』であり、主人公のドン・キホーテは若い女となっている。彼女はポスト構造主義理論に憑りつかれており、ポスト構造主義をニヒリズムの極限まで突き詰めていく。のみならず、ドン・キホーテは錯乱状態でサンクトペテルブルクとニューヨークの路上をさまようのだが、この錯乱状態はドン・キホーテが中絶手術を受けたことによる。世界のさまざまな嘘と偽りを知り、ドン・キホーテは何も信じないようになっていき、自らを物語内の架空の構築物であると考えだす。ドン・キホーテは、サンチョ・パンサよろしく彼女に仕える犬の聖シメオンとともにニューヨーク市とロンドンの周りを行進しながら、性差別社会に攻撃を加え、同時にフェミニズムにまつわる誤った通念を解体していく。
アッカーは1988年の『アホダラ帝国』を自身の創作活動におけるターニング・ポイントとみなしている。『アホダラ帝国』ではまだ借用はみられるものの (トウェインの『ハックルベリー・フィン』など)、以前より顕著ではない。とはいえギブスンの『ニューロマンサー』からの借用はアッカーによる全借用のうちでもかなり賛否の分かれるものである。ギブソンの文章を用いてアッカーは社会的コードを女性の身体およびその軍事性と同一視している。『アホダラ帝国』は半分人間で半分ロボットの Abhor とその恋人の海賊 Thivai という二人のテロリストの語りからなる。物語は近未来、革命が起きたパリの廃墟に設定されている。本作でも、他の作品同様暴力と性が生々しく描かれているが、過去作に比べて作者の意識は言葉そのものに向かっている。
同じく1988年には3作の過去作をまとめた Literal Madness: Three Novels を出版している。同書収録の Florida はジョン・ヒューストンによるフィルム・ノワールの古典『キー・ラーゴ』 (1948年) を脱構築し、『キー・ラーゴ』の根底にある男性政治そのものへと変形させている。また、Kathy Goes to Haiti ではヴァケーション中の若い女の性愛関係と性的搾取を扱い、My Death My Life by Pier Paolo Pasolini は謎の暴行死を遂げたイタリアの映画監督パゾリーニの架空の自伝となっており、自伝中でパゾリーニは自らの殺人事件を解決する。
1990年から1993年にかけて In Memoriam to Identity (1990年)、Hannibal Lecter, My Father (1991年)、Portrait of an Eye: Three Novels (1992年・過去作の再録)、『わが母 : 悪魔学』 (1992年) の4冊が出版されている。これらの後期作品は、過去作で扱ったタブーに対して以前と同様のやり方で挑んでいるため、冗長で意外性に欠けると評されることが多い。1996年に発表された最後の小説となる Pussy, King of the Pirates ではユーモアが量を増したほか、ライトなファンタジー、東洋思想に関する考察といった、初期作品にはあまりみられない領域への関心の拡大が示されている。

## 後続世代への影響
アッカーの作品は実験的領域で創作する後続の作家にひろく認められている。そのような作家に、マイケル・ヘミングソン、スチュワート・ホーム、マーク・アメリカ、スティーヴン・ハーグレイヴズ、パンク・バンド Tribe 8 のヴォーカル兼作家リン・ブリードローブ、アレクサンダー・ローレンス、タミル語作家 Charu Nivedita、マイケル・ボートマン、ノア・シセロ、トラヴィス・ジェッパーザン、サルバドール・プラセンシア、スティーヴン・ビーチーなどがいる。パンク・バンド、ビキニ・キルのキャスリーン・ハンナや、オルタナティヴ・ロック・バンド、ソニック・ユースのキム・ゴードンもアッカーの影響を認めている。
アッカーの没後、ノンフィクションの3冊が版を重ねているほか、2002年にニューヨーク大学でアッカーの作品展 Discipline and Anarchy が、2008年にはロンドンの現代美術館でアッカーの上映会が開催された。2007年 Amandla Publishing 社から、89年から91年に英国の中道左派政治誌 New Statesman に掲載された記事をまとめたものが出版された。

## 邦訳作品
- 『血みどろ臓物ハイスクール』渡辺佐智江訳、白水社、1992年、ISBN 4-560-04481-3
  - 『血みどろ臓物ハイスクール』渡辺佐智江訳、河出文庫、2018年、ISBN 4-309-46484-X
- 『アホダラ帝国』山形浩生・久霧亜子訳、ペヨトル工房、1993年、ISBN 4-89342-197-2

- 『ドン・キホーテ』渡辺佐智江訳、白水社、1994年、ISBN 4-560-04564-X
- 『わが母 : 悪魔学』渡辺佐智江訳、白水社、1996年、ISBN 4-560-04589-5

## 刊行された作品一覧
- Politics (1972年)
- Childlike Life of the Black Tarantula By the Black Tarantula (1973年)
- I Dreamt I Was a Nymphomaniac: Imagining (1974年)
- Adult Life of Toulouse Lautrec (1978年)
- Florida (1978年)
- Kathy Goes To Haiti (1978年)
- N.Y.C. in 1979 (1981年)
- Great Expectations (1983年)
- Algeria : A Series of Invocations Because Nothing Else Works (1984年)
- Blood and Guts in High School (1984年)
  - 『血みどろ臓物ハイスクール』渡辺佐智江訳、白水社、1992年、ISBN 4-560-04481-3
  - 『血みどろ臓物ハイスクール』渡辺佐智江訳、河出文庫、2018年、ISBN 4-309-46484-X
- Don Quixote: Which Was a Dream (1986年)
  - 『ドン・キホーテ』渡辺佐智江訳、白水社、1994年、ISBN 4-560-04564-X
- Literal Madness: Three Novels (Reprinted 1987年)
- My Death My Life by Pier Paolo Pasolini
- Wordplays 5 : An Anthology of New American Drama (1987年)
- Empire of the Senseless (1988年)
  - 『アホダラ帝国』山形浩生・久霧亜子訳、ペヨトル工房、1993年、ISBN 4-89342-197-2
- In Memoriam to Identity (1990年)
- Hannibal Lecter, My Father (1991年)
- My Mother: Demonology (1994年)
  - 『わが母 : 悪魔学』渡辺佐智江訳、白水社、1996年、ISBN 4-560-04589-5
- The Stabbing Hand - 実験的ロック・バンド Oxbow（英語版） のアルバム Let Me Be a Woman でゲストとしてスポークン・ワード・パフォーマンスを行っている (1995年)[8]
- Pussycat Fever (1995年)
- Dust. Essays (1995年)
- Pussy, King of the Pirates (1996年)
- Bodies of Work : Essays (1997年)
- Portrait of an Eye: Three Novels (1998年。過去作の再録)
- Redoing Childhood (2000年) スポークン・ワードCD。KRS 349
- Rip-Off Red, Girl Detective (2002年。1973年の草稿の出版)
- Kathy Acker (1971-1975), ed. Justin Gajoux and Claire Finch, critical edition of unpublished early writings from 1971-1975 (Éditions Ismael, 2019, 656p.)